# 黄坡镇
黄坡镇，是中华人民共和国广东省湛江市吴川市下辖的一个乡镇级行政单位。，位于吴川市西南部的南中国海海滨，临鉴江，面积153平方公里，人口超过15万人，下辖17个行政村。镇内有黄坡港。

## 行政区划
黄坡镇下辖以下地区：
城区社区、官江村、三柏屯村、水潭村、大院村、那罗村、马兆村、枚陈村、平城村、福岭村、蓼罗村、岭博村、牛路头村、上马村、大岸村、平泽村、黄坡村、新屋村、塘禄村、岭头村、磐石村、唐基村、林屋村、里屋村、端德村、中山村、三柏村、郑屋村、乌坭村和稳村。